# U-519 (tàu ngầm Đức)
U-519 là một tàu ngầm tấn công  Lớp Type IX thuộc phân lớp Type IXC được Hải quân Đức Quốc Xã chế tạo trong Chiến tranh Thế giới thứ hai. Nhập biên chế năm 1942, nó chỉ thực hiện được hai chuyến tuần tra và không đánh chìm được mục tiêu nào. Trong chuyến tuần tra cuối cùng, U-519 mất tích trong vịnh Biscay mà không rõ nguyên nhân ngày 31 tháng 1, 1943.

## Thiết kế và chế tạo

### Thiết kế
Thiết kế của tàu ngầm Type IXC có kích thước hơi nhỉnh hơn so với phân lớp Type IXB dẫn trước. Chúng có trọng lượng choán nước 1.120 t (1.100 tấn Anh) khi nổi và 1.232 t (1.213 tấn Anh) khi lặn. Con tàu có chiều dài chung 76,76 m (251 ft 10 in), lớp vỏ trong chịu áp lực dài 58,75 m (192 ft 9 in), mạn tàu rộng 6,76 m (22 ft 2 in), chiều cao 9,60 m (31 ft 6 in) và mớn nước 4,70 m (15 ft 5 in).
Chúng trang bị hai động cơ diesel MAN M 9 V 40/46 siêu tăng áp 9-xy lanh 4 thì, tổng công suất 4.400 PS (3.200 kW; 4.300 bhp), dẫn động hai trục chân vịt đường kính 1,92 m (6,3 ft), cho phép đạt tốc độ tối đa 18,3 kn (33,9 km/h), và tầm hoạt động tối đa 13.450 nmi (24.910 km) khi đi tốc độ đường trường 10 kn (19 km/h). Khi đi ngầm dưới nước, chúng sử dụng hai động cơ/máy phát điện Siemens-Schuckert 2 GU 345/34 tổng công suất 1.000 PS (740 kW; 990 shp). Tốc độ tối đa khi lặn là 7,3 kn (13,5 km/h), và tầm hoạt động 63 nmi (117 km) ở tốc độ 4 kn (7,4 km/h). Con tàu có khả năng lặn sâu đến 230 m (750 ft).
Vũ khí trang bị có sáu ống phóng ngư lôi 53,3 cm (21 in), bao gồm bốn ống trước mũi và hai ống phía đuôi, và mang theo tổng cộng 22 quả ngư lôi 53,3 cm (21 in). Tàu ngầm Type IX trang bị một hải pháo 10,5 cm (4,1 in) SK C/32 với 110 quả đạn, một pháo phòng không 3,7 cm (1,5 in) SK C/30 và hai pháo phòng không 2 cm (0,79 in) C/30. Thủy thủ đoàn bao gồm 4 sĩ quan và 44 thủy thủ.

### Chế tạo
U-519 được đặt hàng vào ngày 14 tháng 2, 1940, và được đặt lườn tại xưởng tàu Deutsche Werft ở Hamburg vào ngày 23 tháng 6, 1941. Nó được hạ thủy vào ngày 12 tháng 2, 1942, và nhập biên chế cùng Hải quân Đức Quốc Xã vào ngày 7 tháng 5, 1942 dưới quyền chỉ huy của Hạm trưởng, Đại úy Hải quân Günter Eppen.

## Lịch sử hoạt động
Sau khi hoàn tất việc chạy thử máy và huấn luyện trong thành phần Chi hạm đội U-boat 4, U-519 được điều sang Chi hạm đội U-boat 2 từ ngày 1 tháng 11, 1942 để hoạt động trên tuyến đầu cho đến khi bị mất.

### Chuyến tuần tra thứ nhất
U-519 xuất phát từ cảng Kiel, Đức vào ngày 17 tháng 10, 1942 cho chuyến tuần tra đầu tiên trong chiến tranh. Nó tiến ra Bắc Hải, rồi băng qua khe GI-UK giữa Iceland và quần đảo Faroe để vòng qua quần đảo Anh để hoạt động trong vùng biển Đại Tây Dương tại khu vực phụ cận quần đảo Azores. Tuy nhiên U-519 đã không đánh chìm được mục tiêu nào, nên kết thúc chuyến tuần tra và quay trở về cảng Lorient bên bờ Đại Tây Dương của Pháp đã bị Đức chiếm đóng, đến nơi vào ngày 29 tháng 12.

### Chuyến tuần tra thứ hai – Bị mất
U-519 khởi hành từ cảng Lorient vào ngày 30 tháng 1, 1943 cho chuyến tuần tra thứ hai, cũng là chuyến cuối cùng, và đã tiến ra Đại Tây Dương ngang qua vịnh Biscay. Chiếc tàu ngầm bị mất tích từ ngày 31 tháng 1 mà không rõ nguyên nhân, và được cho là đã mất với tổn thất toàn bộ 50 thành viên thủy thủ đoàn trên tàu.
Trước đây có nguồn cho rằng chiếc tàu ngầm bị một máy bay ném bom B-24 Liberator thuộc Liên đội Chống ngầm 2 Hải quân Hoa Kỳ đánh chìm ở vị trí khoảng 600 nmi (1.100 km) về phía Tây Lorient vào ngày 10 tháng 2, 1943 . Cuộc tấn công này thật ra nhắm vào tàu ngầm U-752, nhưng nó thoát được và quay trở về cảng an toàn.